# Sam Butera
Sam Butera (New Orleans, 17 augustus 1927 - Las Vegas, 3 juni 2009) was een Amerikaans tenorsaxofonist en arrangeur.
Toen hij 18 jaar was, werd hij in een wedstrijd in Carnegie Hall in New York uitgeroepen tot een der beste tienermuzikanten van Amerika. Hij werd in 1954 door Louis Prima en Keely Smith naar Las Vegas gehaald om er hun begeleidingsgroep te leiden. Uit deze periode stammen vele bekende opnames van "Sam Butera & The Witnesses". Sam Butera werkte ook samen met Frank Sinatra en Sammy Davis jr. In 1999 werd hij opgenomen in de "Las Vegas Hall of Fame".